# Canule (medisch instrument)

Een canule

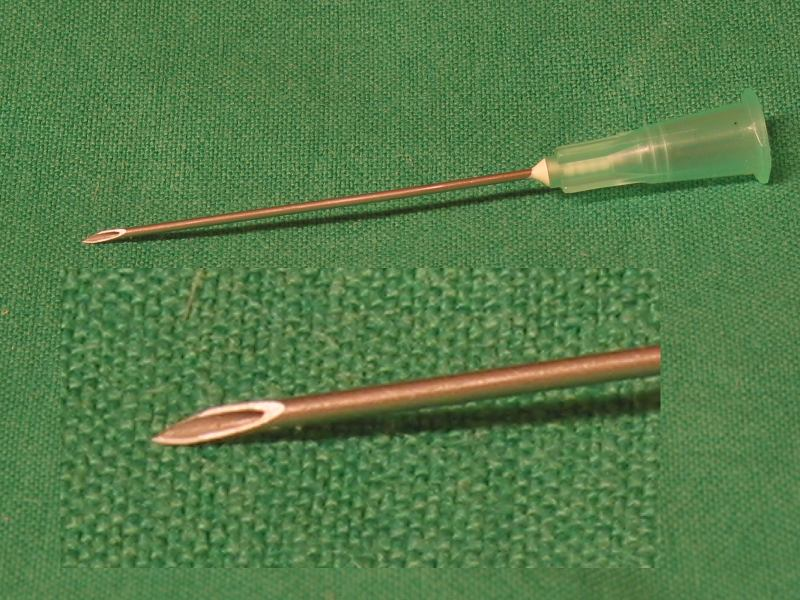
Een canule

Een canule is een holle buis die bij medisch handelen in het lichaam wordt gebracht om  onderzoek te doen, vocht af te nemen, medicamenten toe te dienen of de functie van een orgaan te beïnvloeden.
Een tracheacanule maakt een open verbinding van de long/keelholte met de buitenlucht. Dit dient om in noodzakelijke gevallen het ademen buiten mond en neus om mogelijk te maken.
Een canule die bedoeld is voor langer durende plaatsing wordt verblijfscanule genoemd.
Een intraveneuze canule is een naald die ten behoeve van infusie in een perifere ader wordt ingebracht waarna een kunststof canule wordt achtergelaten.